# Komandant Mark
Komandant Mark je junak pustolovnih stripova skupine autora pod pseudonimom EsseGesse u izdanju izdavačke kuće Sergio Bonelli Editore.

## Podatci o strip junaku
Radnja stripa se zbiva na području Sjeverne Amerike tijekom američkog rata za nezavisnost (1775. – 1781.). Komandant Mark vođa je grupe domoljuba koji vode gerilski rat protiv Engleza. Glavno sjedište njihova pokreta otpora je tvrđava na jezeru Ontario. Po tome se i Markova vojska naziva Vukovi Ontarija. Osim utvrde na jezeru Ontario imaju još nekoliko razbacanih diljem područja sukoba s Englezima.
Tijekom sedmogodišnjeg rata između Britanije i Francuske, britanski ratni brod je u blizini sjevernoameričke obale napao francuski brod koji je prevozio francuske plemiće i potopio ga. Iz brodoloma su se spasili samo jedan muškarac i jedno dijete. Na obali su ih spasili Indijanci koji su ih primili u selo. Muškarac je odgojio dječaka kao svoga te ga nazvao Mark. Naučio ga je svemu što zna, čitati, pisati, ali i rukovati mačem i vatrenim oružjem. Mark je odrastao uz Indijance, ali kada britanski vojnici objese njegovog poočima, Mark se počinje boriti protiv njih te ubrzo postaje vođa Vukova Ontarija.
Markovi zamjenici mister Bluff i Žalosna Sova su neobičan dvojac.
Mister Bluff je tajanstvena ličnost o čijoj se prošlosti malo zna. Kako sam kaže: "Bio sam svuda osim na Sjevernom polu". Ali kada ga netko zapita nešto o njegovoj prošlosti čuva jezik kao zmija noge. Najveći ponos njegova lica je brada od koje "nema ljepše na svijetu". 
Žalosna Sova je poglavica svih indijanskih plemena s područja Velikih jezera. Pridružio se Vukovima s Ontarija nakon što su mu Crveni kaputi (Englezi) pobili njegovo pleme. Ime je dobio jer je prema pričama, u noći kada je rođen, jedna sova čitavu noć žalosno hukala. Čitavo vrijeme je natmuren i predviđa nesreće koje se nikada ne obistine. Vječno ratuje sa psom mistera Bluffa, Flokom koji mrzi Žalosnu sovu iz dna duše. "Vreća buha" kako ga ponekad naziva Žalosna sova, ne propušta ni jednu priliku da ugrize Žalosnu sovu dok ovaj pak napakosti Floku svaki put kada može. Ali u rijetkim prilikama, npr. kada mister Blufa zarobe neki nitkovi njih dvojica zaboravljaju na međusobnu netrpeljivost da bi spasili prijatelja. 
Neizostavni lik je Betty, Markova djevojka koja svaki put kada ga nema u tvrđavi Ontario strepi hoće li se vratiti živ iz misije. Inače Betty i Mark se znaju od djetinjstva i zaručeni su, ali vjenčanje nikako da dođe. Ali jadan Mark ako samo pogleda neku drugu djevojku; Betty bi mu za takvo što oči iskopala. 
Još jedan lik koji se pojavljuje u nekim epizodama je El Gancho, bivši pirat kojem su na Karibima Englezi pod zapovjedništvom guvernera sir Roderika zvanog "prokleti brk" uništili brod, povješali mornare i ukrali blago. Tada se El Gancho zakleo na osvetu prokletom brkonji koji je bio postavljen za guvernera na području Ontarija. El Gancho ga je slijedio, upoznao komandanta Marka te su zajedno upali u englesku utvrdu i prokletom brkonji odrezali brkove. Sljedećom prilikom su preoteli sir Roderiku El Ganchovo blago, a kada je ovom prekipjelo pa je sa svojom vojskom krenuo prema utvrdi Ontario El Gancho je s jezera, tj. broda koji su Vukovi ranije oteli Englezima uništio njihovo topništvo te tako olakšao borbu Vukovima koje je predvodio komandant Mark u potpunom uništavanju neprijatelja. Tako se El Gancho pridružio Vukovima, postao zapovjednik spomenutog broda, a zauzvrat je poklonio vukovima svoje blago da ga iskoriste u borbi za slobodu Amerike. 
I tako ova družina zadaje muke Englezima iz epizode u epizodu.

## Ostali likovi

### Saveznici komandanta Marka
Saveznici komadanta Marka su ljudi koji dijele njegove ciljeve, slobodu Amerike od britanske tiranije. Neki od njih su:
General Maynard je jedan od zapovjednika američke kontinentalne vojske. Posjeduje veliko imanje u Virginiji. Ima sina Cedricka koji je također u američkoj vojsci i ima čin potporučnika. General je također prijatelj Indijskog maharađe od Kidnaporea.
Don Sebastian Figuero je španjolski krijumčar. Kapetan je broda Andaluzija i njime s Kariba dovozi oružje za Amerikance.

### Neprijatelji komandanta Marka
Najveći neprijatelji komandanta Marka su britanski vojnici, popularno zvani Crveni kaputi, Crvene odore ili Crveni mundiri. Neki njihovi zapovjednici su se više puta ogledali u borbi s Markom.
Pukovnik Sparrow je zapovjednik britanskih postrojbi u blizini jezera Ontario. Nekoliko je puta vodio kaznene ekspedicije protiv civilnog stanovništva. Nema lijevo oko.
Kraljičini draguni su konjički odred u sastavu britanske vojske. Organizatori i vođe odreda su kolonisti odani britanskoj kruni.

## Podaci o autoru
Autori (scenaristi i crtači) bili su torinski trojac Giovanni Sinchetto, Dario Guzzon i Pietro Sartoris skrivajući se iza pseudonima EsseGesse.

## Vanjske poveznice
- Comandant Mark